# 神谷怜名
神谷 怜名（かみや れいな、1997年1月13日 - ）は、愛知県出身のハンドボール選手。日本ハンドボールリーグの飛騨高山ブラックブルズ岐阜所属。

## 経歴
名古屋経済大学市邨高等学校時代は第22回日・韓・中ジュニア交流競技会で日本代表としてプレー。
高校卒業後は日本体育大学へ進学。2015年は第13回女子ジュニアアジア選手権の日本代表U-20、第3回U-22東アジア選手権の日本代表に選出。
2016年は第20回女子ジュニア世界選手権の日本代表U-20に選ばれた。
2018年の関東学生ハンドボール・春季リーグでは敢闘賞を受賞。
2019年に日本ハンドボールリーグの飛騨高山ブラックブルズ岐阜へ加入。

## 詳細情報

### 背番号
- 16 (2019年 - )

## 代表歴

### 日本代表U-22
- U-22東アジア選手権 (2015年)

### 日本代表U-20
- ジュニア世界選手権 (2016年)
- ジュニアアジア選手権 (2015年)